# 新罗西卡村委员会
新罗西卡村委员会（俄语：Новороссийский сельсовет）是俄罗斯联邦阿穆尔州马扎诺沃区所属的一个村委员会。其下辖有2个居民点，行政中心为新罗西卡。据2016年统计，该村委员会的人口为275人。